# Аскаров, Герман Карлович
Герман Карлович Аскаров (1882—1937?) — русский анархист.
Настоящее имя — Герман Якобсон. Родился 24 июня 1882 года в еврейской семье, вероятно, в г. Лодзь (Царство Польское). В 1902 году окончил классическую гимназию в г. Нежине.
Считал себя анархистом-универсалистом. В 1907—1909 гг. Аскаров написал серию статей для издававшегося в эмиграции журнала «Анархист».  В своих публикациях проводил различия между реформистскими профсоюзами, которые, по его мнению, пытались примирить силы труда и капитала, и революционными синдикатами, которые оставались верными целям упразднения как государственной, так и частной собственности.
В 1905 году Аскаров был арестован по делу анархической группы и в течение 8 месяцев находился в заключении в Щавельской тюрьме в Киеве, откуда бежал, находился на нелегальном положении. Его задержали в 1907 году, после чего он отсидел 8 месяцев в Луцкой тюрьме как «нелегал». Выйдя из заключения, эмигрировал во Францию.
В июле 1917 года Аскаров вернулся в Россию, где его вскоре избрали членом Петроградского военно-революционного комитета (ВРК).
Вплоть до ликвидации Секретариата анархистов-универсалистов (1922) был постоянным членом этой организации.
Аскаров также был членом редколлегии московской газеты «Анархия» (1917—1918; Орган Московской федерации анархических групп).

## Репрессии
В ноябре 1921 года Аскаров впервые арестован органами МЧК по обвинению в связях с подпольем Льва Чёрного (П. Д. Турчанинова), махновцами, укрывательстве беглых анархистов и в антисоветской агитации.
21 января 1922 года постановлением ОСО ОГПУ Аскаров приговорён к заключению в Архангельский концлагерь сроком на 2 года. В результате пересмотра дела основная часть предъявленных обвинений была снята, и первоначальный приговор в июле был заменён сначала на двухгодичную ссылку в Вятскую губернию на поселение, затем — в Почеп. 5 января 1924 года Аскарова досрочно освободили решением Комиссии НКВД по административным высылкам.
Также подвергался аресту в 1930 году. В этот период он жил в Москве, по адресу Новинский бульвар, д. 7а, кв. 5.
13 января 1935 года Аскаров был вновь арестован по обвинению в антисоветской агитации, его квартира была названа властями «местом сборищ» анархистов. Аскаров был приговорён к 5 годам заключения в исправительно-трудовых лагерях «за контрреволюционную агитацию и распространение клеветнических слухов о руководстве ВКП(б)». Дальнейшая судьба неизвестна.